# Reiner Goldberg
Pour les articles homonymes, voir Goldberg.
Reiner Goldberg (né le 17 octobre 1939 à Crostau (Haute-Lusace) et mort le 7 octobre 2023 à Berlin) est un Heldentenor est-allemand puis allemand, réputé pour ses rôles dans les opéras de Richard Wagner.

## Biographie
Après ses études au conservatoire de chant Hochschule für Musik Carl Maria von Weber Dresden à Dresde, Reiner Goldberg a débuté en 1967 à Radebeul puis en 1973 au Semperoper de Dresde. Depuis 1981, il fait partie de l'ensemble Staatsoper Berlin.
Il a été invité à chanter Wagner au New York Metropolitan Opera, Wiener Staatsoper, Festival de Bayreuth, Festival de Salzbourg, et chante le rôle-titre dans le film Parsifal de Hans-Jürgen Syberberg (1982).
Il meurt le 7 octobre 2023 à Berlin.

## Discographie sélective
- L. van Beethoven : 9e Symphonie / Brilliant Classic 1974 / Orchestre Gewandhaus sous la direction de Kurt Masur / Solistes : R. Goldberg et autres
- A. Schönberg : Moses et Aron / 1976 / Rundfunk-Sinfonie-Orchestra Leipzig sous la direction de Herbert Kegel / Solistes : Werner Haseleu, Reiner Goldberg
- R. Wagner : Parsifal / Erato 1982 / Monte Carlo Orchestra sous la direction d'Armin Jordan / solistes : R. Goldberg, W. Schone, R. Lloyd, Y. Minton
- R. Strauss : Daphne / EMI 1983, 1988 / Bayrischer Rundfunk Orchestra sous la direction de Bernard Haiting / Solistes : Lucia Popp, Reiner Goldberg, Kurt Moll
- R. Strauss : Guntram / Hungaroton 1985 / Hungarian State Orchestra sous la direction d'Eve Queller / Solistes : Reiner Goldberg, Ilona Tokody, István Gáti
- R. Wagner : Die Walküre / EMI 1988 / Bayrischer Rundfunk Orchestra sous la direction de Bernard Haiting / Solistes : R. Goldberg, Eva Marton, Cheryl Studer, Waltraud Meier, James Morris
- R. Wagner : Siegfried / Deutsche Grammophon 1991 / Metropolitan Opera Orchestra sous la direction de James Levine / Solistes : Reiner Goldberg, James Morris, Hildegard Behrens
- R. Wagner : Götterdämmerung / Deutsche Grammophon 1991 / Metropolitan Opera Orchestra sous la direction de James Levine/ Solistes : Reiner Goldberg, Hanna Schwatz, Hildegard Behrens / Reçu le prix Grammy 1992